# Königsallee
A Königsallee – vagy ahogy a város lakói hívják: Kö – Düsseldorf híres bevásárlóutcája, a város „védjegye”.

## Története
Az alig egy kilométer hosszú utca kialakítását a város 1802-ben egy Huschberger nevű, híres építőmesterre bízta. Az építész 13 m széles és 5 m mély árkot tervezett a sétány közepére. Ebbe vezették be a város nevét adó Düssel folyócska vizét. A csatornát kétoldalt fasor szegélyezi vadgesztenye- és platánfákkal. A vízen hidacskák ívelnek át. A sétány 1804-ben készült el.
A fasorokról a sétányt eleinte –  az 1848-as legendás incidensig – Gesztenye fasornak (Kastanienallee) nevezték. Ekkor az egyik polgár lótrágyával dobálta meg IV. Frigyes Vilmos porosz királyt, és ezután a városatyák bocsánatkérésük és tiszteletük jeléül Király fasorra keresztelték át.

## A Kö ma

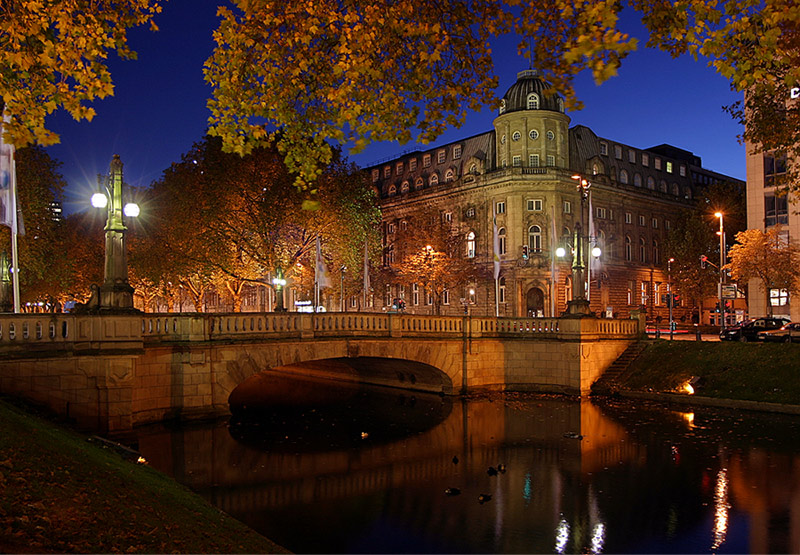
A Königsallee 2004 októberében, éjjel

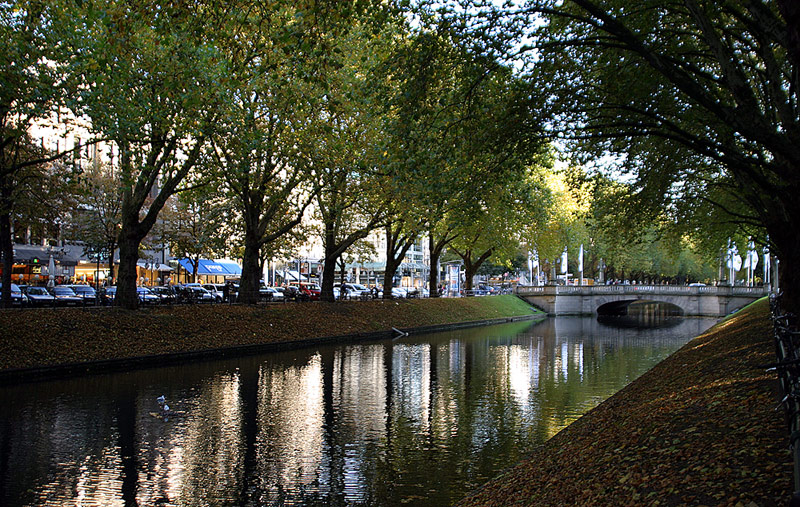
A Königsallee 2004 októberében, nappal

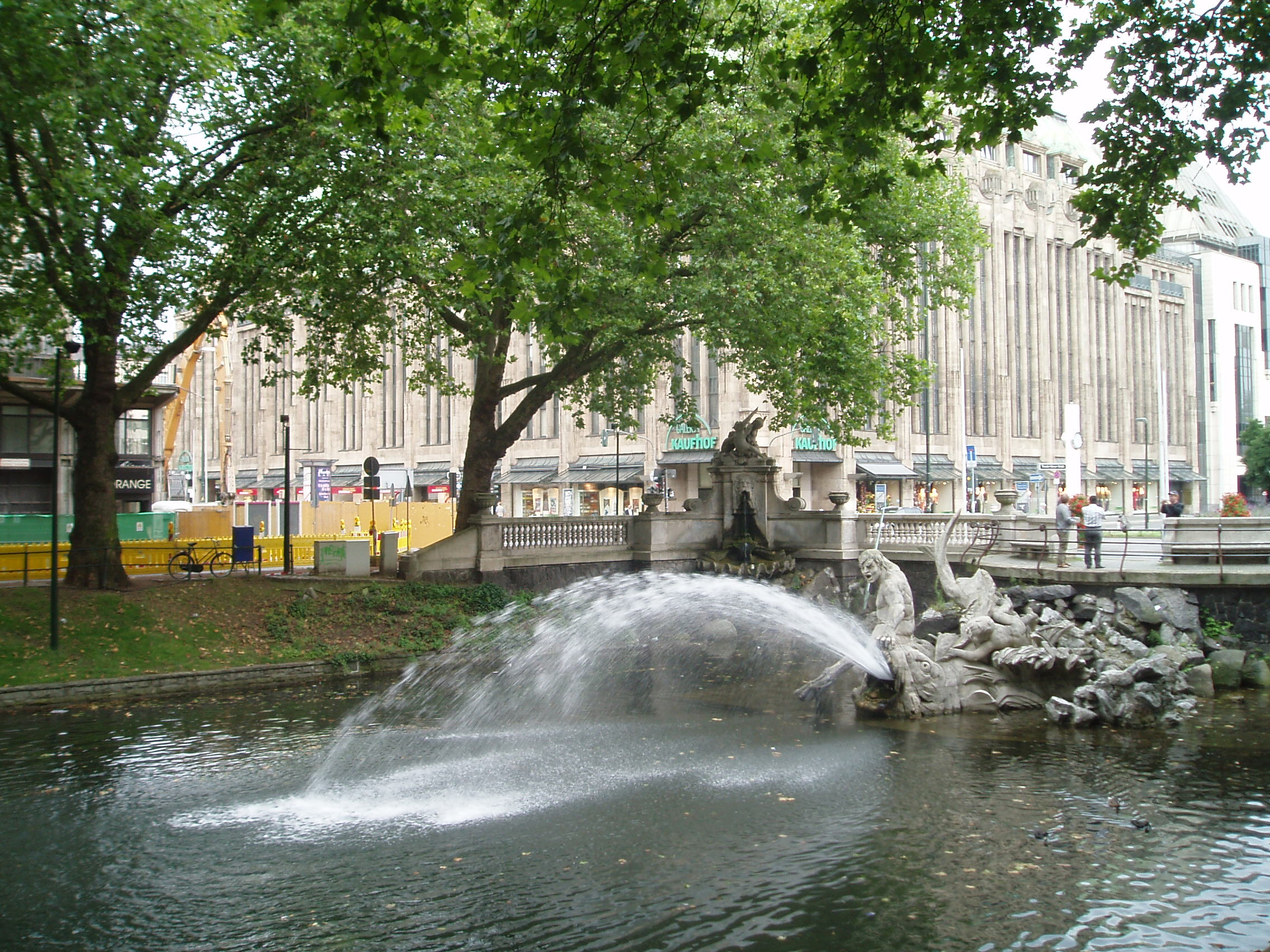
A Triton-kút

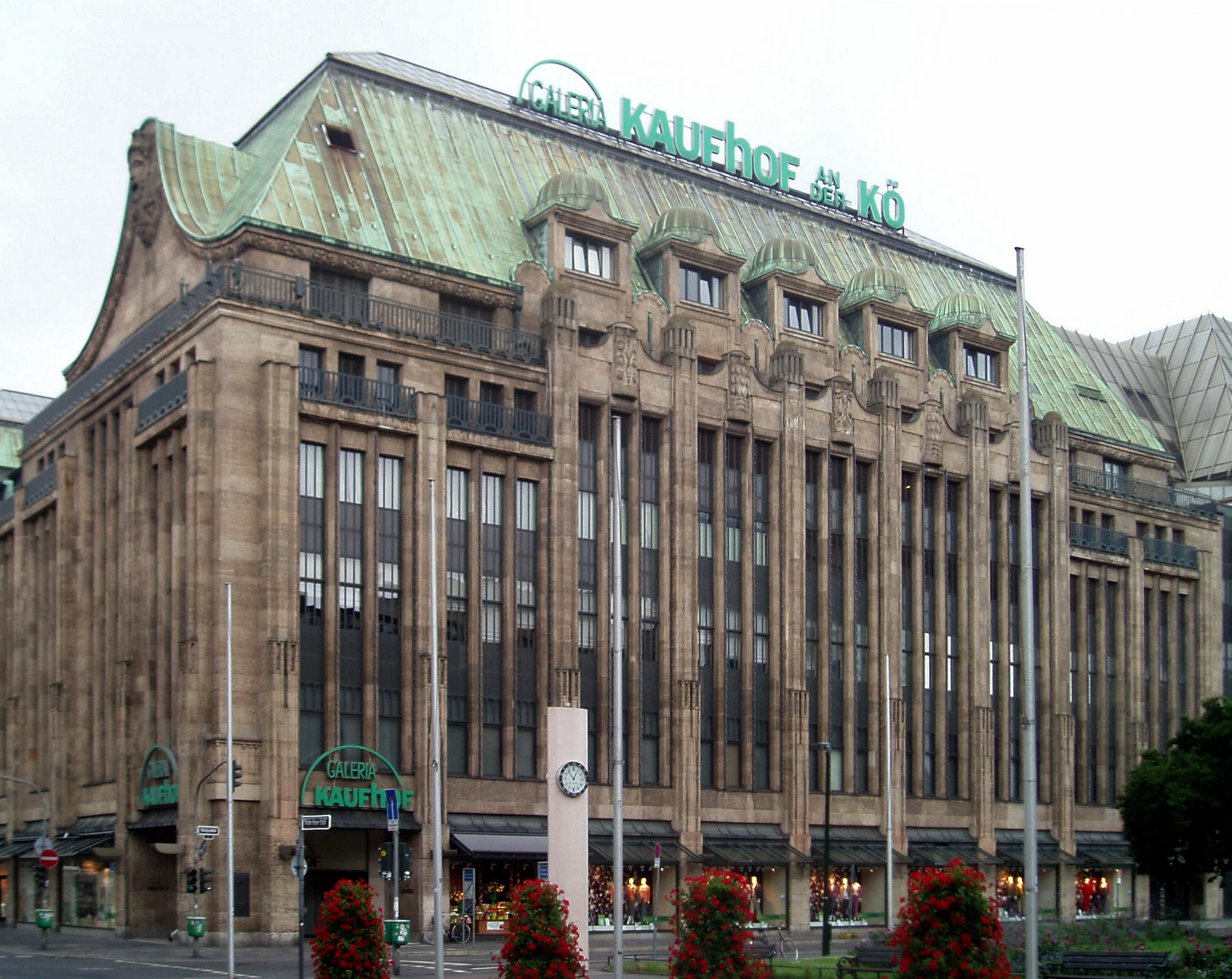
A Kaufhof an der Kö áruház

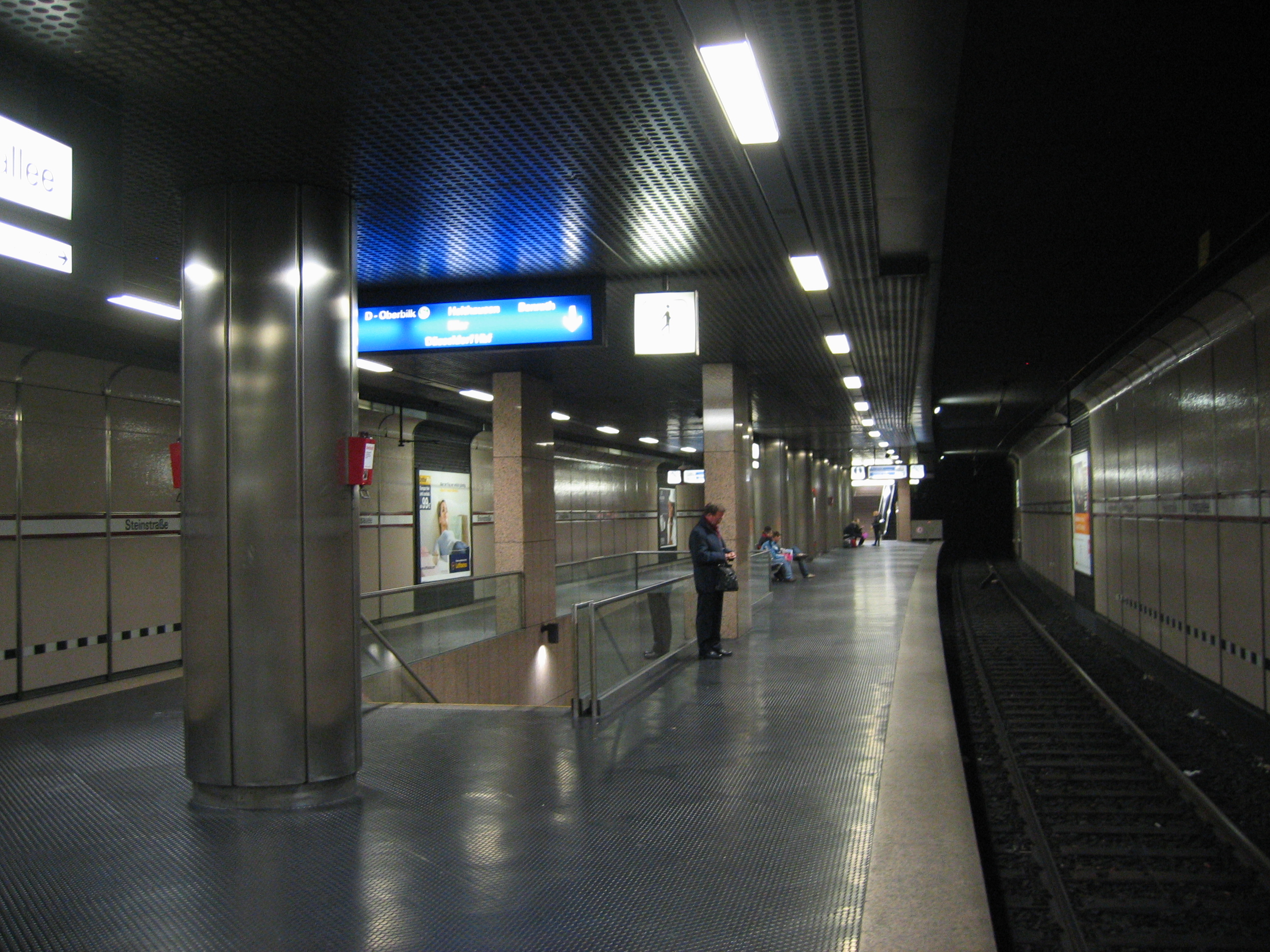
A Königsallee metróállomás

Az két oldalán a bankok és áruházak, elegáns divatszalonok és ékszerészek sora a Rajna menti luxusvilág szimbólumává vált. A sétány végében áll Düsseldorf szokatlan vonalú operaháza, mellette pedig a város egyik jelképének számító Thyssen-palota hirdeti, hogy a régió a nehéziparra alapozza gazdaságát, annak köszönheti hírnevét.
Építészetileg jelentősnek számít az 1907–1909 között épült Kaufhof an der Kö áruház, amit Joseph Maria Olbrich tervezett Art Nouveau (szecessziós) stílusban. Ugyancsak Art Nouveau stílusú a sétánytól nem messze, az óvárosi Heine téren (Heinrich-Heine-Platz) álló Carschhaus áruház, amit sajátos építészeti bravúrral 23 méterrel eltoltak eredeti helyéről, hogy helyet adjanak az épülő düsseldorfi metrónak.
A csatorna partján a Triton-kutat (Triton Brunnen) nemcsak a turisták, de a kacsák is fölöttébb kedvelik. 